# Liste der Fluggesellschaften in Uruguay
Dieser Artikel listet die uruguayischen Fluggesellschaften.

## Erklärungen

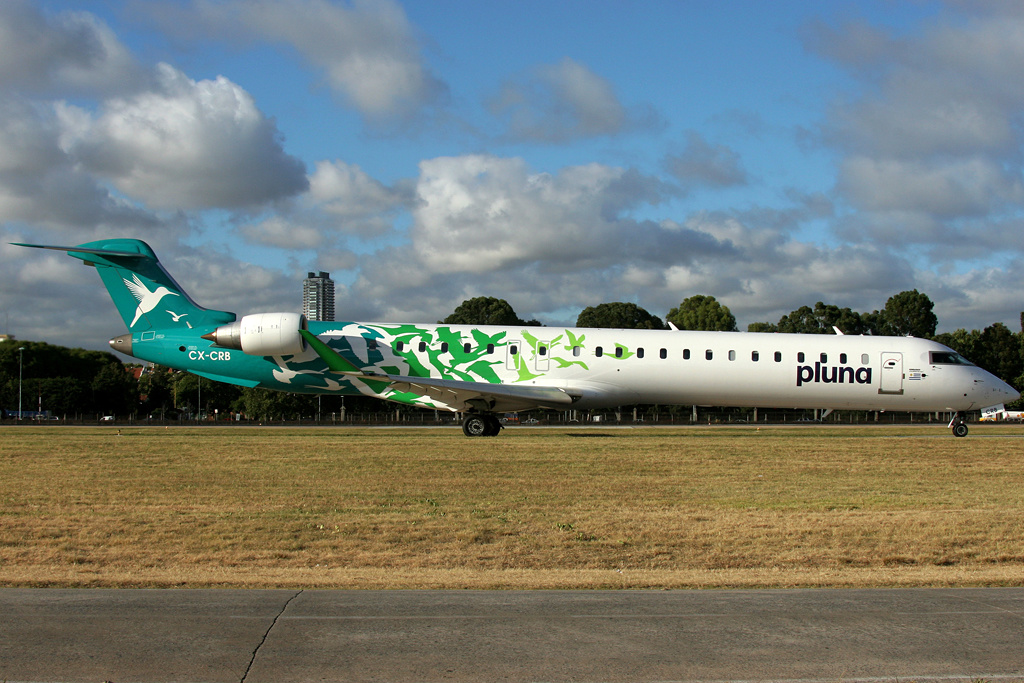
Flugzeug der Gesellschaft PLUNA

- P: „normale“ Passagierfluggesellschaft mit Linienflügen

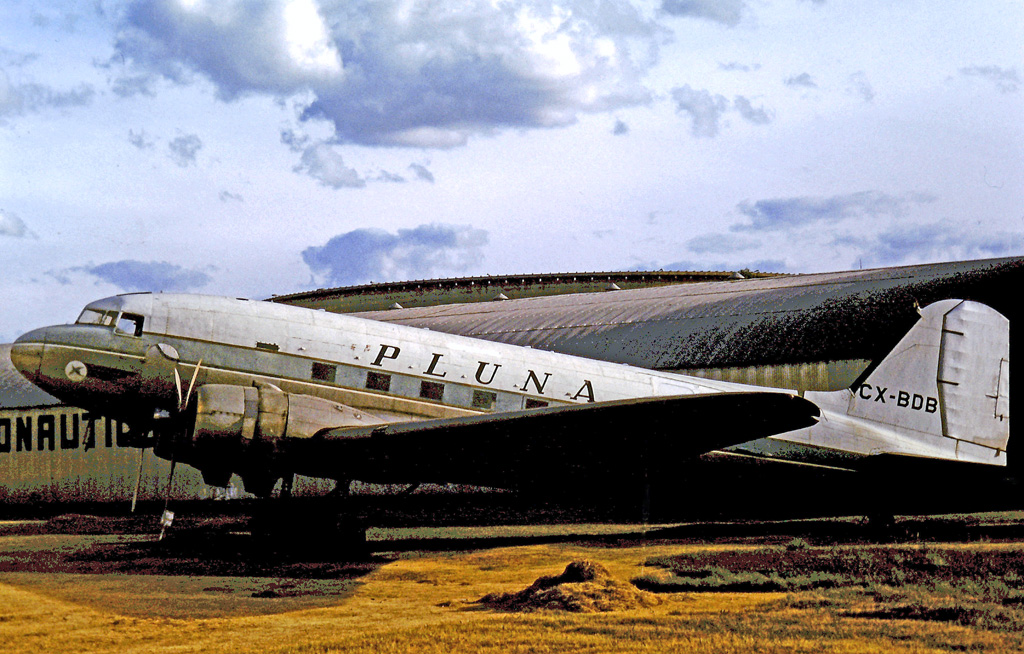
PLUNA Douglas DC-3

- B: Billigfluggesellschaft
- T: Transportfluggesellschaft
- R: führt Regierungsflüge durch
- C: Charterflüge
- A: Ambulance-Flüge
- I: ausschließlich Inlandsflüge

| Fluggesellschaft        | IATA | ICAO | Rufzeichen       | Bemerkungen |
| ----------------------- | ---- | ---- | ---------------- | ----------- |
| Aeromás                 | -    | MSM  | AEROMAS EXPRESS  | P           |
| Air Class Líneas Aéreas | QD   | QCL  | ACLA             | P           |
| Alas Uruguay            | -    | ALY  | ALAS URUGUAY     | C           |
| BQB Líneas Aéreas       | 5Q   | BQB  | URUGUAY/BUQUEBUS | P           |
| Lapsa 1                 | -    | -    | -                | P, I        |
| PLUNA 2                 | PU   | PUA  | PLUNA            | P           |
| Amaszonas Uruguay 3     | Z7   | AUZ  | URUGUAYO         | P           |